# 200 mètres masculin aux Jeux olympiques de 1900 (athlétisme)
Pour un article plus général, voir Athlétisme aux Jeux olympiques de 1900.
Navigation
Saint-Louis 1904
L'épreuve du 200 mètres masculin aux Jeux olympiques de 1900 s'est déroulée le 22 juillet 1900 à la Croix-Catelan à Paris, en France. Elle a été remportée par l'Américain Walter Tewksbury.

## Résultats

### Séries

#### Série 1
| Rang | Athlète                | Pays       | Temps   | Notes |
| ---- | ---------------------- | ---------- | ------- | ----- |
| 1    | William Holland        | États-Unis | 24 s 0  | Q     |
| 2    | Norman Pritchard       | Inde       | Inconnu | Q     |
| 3    | Adolphe Klingelhoeffer | France     | Inconnu |       |
| 4    | Ernő Schubert (en)     | Hongrie    | Inconnu |       |

#### Série 2
| Rang | Athlète                | Pays       | Temps    | Notes |
| ---- | ---------------------- | ---------- | -------- | ----- |
| 1    | Stan Rowley            | Australie  | 25 s 0   | Q     |
| 2    | Walter Tewksbury       | États-Unis | (25 s 1) | Q     |
| 3    | Yngvar Bryn            | Norvège    | Inconnu  |       |
| 4    | Albert Werkmüller (en) | Allemagne  | Inconnu  |       |

### Finale
| Rang               | Athlète          | Pays       | Temps    |
| ------------------ | ---------------- | ---------- | -------- |
| Médaille d'or      | Walter Tewksbury | États-Unis | 22 s 2   |
| Médaille d'argent  | Norman Pritchard | Inde       | (22 s 8) |
| Médaille de bronze | Stan Rowley      | Australie  | (22 s 9) |
| 4                  | William Holland  | États-Unis | (22 s 9) |